# Фурута Ацуйосі
Фурута Ацуйосі (яп. 古田 篤良, нар. 27 жовтня 1952, Хіросіма —) — японський футболіст, що грав на позиції захисника.

## Клубна кар'єра
Грав за команду Мазда.

## Виступи за збірну
Дебютував 1971 року в офіційних матчах у складі національної збірної Японії. У формі головної команди країни зіграв 32 матчі.

## Статистика
Статистика виступів у національній збірній.
| Збірна Японії | Збірна Японії | Збірна Японії |
| Роки          | Ігри          | голи          |
| ------------- | ------------- | ------------- |
| 1971          | 1             | 0             |
| 1972          | 4             | 0             |
| 1973          | 3             | 0             |
| 1974          | 5             | 0             |
| 1975          | 11            | 0             |
| 1976          | 2             | 0             |
| 1977          | 0             | 0             |
| 1978          | 6             | 0             |
| Усього        | 32            | 0             |